# Суаньоль
Суаньо́ль (фр. Soignolles) — коммуна во Франции, находится в регионе Нижняя Нормандия. Департамент коммуны — Кальвадос. Входит в состав кантона Бретвиль-сюр-Лез. Округ коммуны — Кан.
Код INSEE коммуны — 14674.

## Население
Население коммуны на 2010 год составляло 106 человек.
| 1962 | 1968 | 1975 | 1982 | 1990 | 1999 | 2010 |
| ---- | ---- | ---- | ---- | ---- | ---- | ---- |
| 102  | 89   | 69   | 74   | 81   | 71   | 106  |

## Экономика
В 2010 году среди 69 человек трудоспособного возраста (15—64 лет) 54 были экономически активными, 15 — неактивными (показатель активности — 78,3 %, в 1999 году было 66,7 %). Из 54 активных жителей работали 48 человек (25 мужчин и 23 женщины), безработных было 6 (5 мужчин и 1 женщина). Среди 15 неактивных 5 человек были учениками или студентами, 7 — пенсионерами, 3 были неактивными по другим причинам.